# 마틴 법
마틴 법 혹은 1822년 가축에 대한 잔혹한 대우법은 영국법으로 동물권운동가인 리처드 마틴이 주도하여 통과시킨 동물복지관련 최초의 법률이다.  1849년 동물학대법에 의해 개정되었다. 

## 참고 문헌
- 김동훈, 동물법 이야기, 펫러브, 2013. ISBN 9788996527121